# チャルクリク駅
チャルクリク駅（チャルクリクえき、中国語: 若羌站）は中国新疆ウイグル自治区の東南部、バインゴリン・モンゴル族自治州チャルクリク県（若羌県）にある中心鉄道駅。

## 概要
チャルクリク駅は、2020年12月に格庫線の全通と共に使用開始されて、2022年6月には和若線（南疆線の東部）も開通してその東側終着駅ともなった。中国鉄道ウルムチ局集団が所有しており、コルラ車両基地の管轄下にある。
チャルクリク駅の総建築面積は30,245.05平方メートルで、主に駅舎、総合整備区棟、貨物ヤード棟、機関車折返し部棟、駅区補助棟の5つの部分に分かれている。駅の建築面積は4916.35平方メートルで、駅内に標準的高さのホーム2面（島式ホームと計3面）がある。

## 交通
その他の交通は次の通り。
- 空路：若羌楼蘭空港
- 道路：G218国道（南北）
- 道路：G315国道（東西）

## 参照項目
- 格庫線
- 和若線（南疆線の東部）